# The Gospel According to the Other Mary

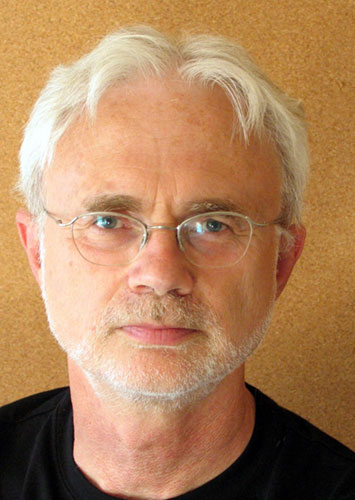
John Adams

The Gospel According to the Other Mary är en opera/oratorium med musik av John Adams. Operan hade premiär den 31 maj 2012 i Walt Disney Concert Hall i Los Angeles med Gustavo Dudamel som dirigent av Los Angeles Philharmonic. Dudamel dirigerade även scenversionen som hade premiär den 7 mars 2013 på samma plats.
Verket fokuserar på de sista veckorna av Jesu liv, inklusive passionshistorien berättad ur Maria från Magdalas ("the other Mary"), hennes syster Martas och deras broder Lasaros synvinkel.
Librettot av Peter Sellars härrör sig från Gamla testamentet och Nya testamentet och från Rosario Castellanos, Rubén Darío, Dorothy Day, Louise Erdrich, Hildegard von Bingen, June Jordan, och Primo Levi.
The Gospel According to the Other Mary var en av finalisterna till 2014 års Pulitzer Prize for Music.

## Personer
| Roller                        | Stämma           | Premiärbesättning 31 maj 2012 Dirigent: Gustavo Dudamel |
| ----------------------------- | ---------------- | ------------------------------------------------------- |
| Maria från Magdala            | mezzosopran      | Kelley O'Connor                                         |
| Marta, hennes syster          | kontraalt        | Tamara Mumford                                          |
| Lasaros, deras broder         | tenor            | Russell Thomas                                          |
|                               | 3 countertenorer | Daniel Bubeck, Brian Cummings, Nathan Medley            |
| SATB kör (på minst 40 röster) |                  |                                                         |